# 풍선 효과
풍선 효과(風船效果, balloon effect)란 어떤 범죄의 단속으로 인해 뜻하지 않게 다른 방향으로 범죄가 표출되는 현상을 의미하거나, 어떤 현상을 억제하자 다른 현상이 불거져 나오는 현상을 말한다. "한 쪽을 누르면 다른 쪽이 부풀어 오르는" 풍선의 형상을 빗대어 풍선 효과라고 하며, 공권력 등을 이용해 합법적인 공급을 모두 차단해도, 수요가 있는 한 어떤 경로로든 공급이 이루어짐을 의미하는 용어로도 쓰인다.

## 대표적 사례
- 성매매 특별법 시행 후 벌어진 성매매의 음성화.
- 불법 다단계 단속 후 다단계 마케팅 회사의 탈 송파구화.
- 미국이 마약과의 전쟁을 위해 멕시코 마약상을 단속하자, 콜롬비아의 마약상이 성장.
- 대한민국 정부가 세는나이 탈피를 위해 나이 세는 법을 만 나이로 통일하자, 생년을 기준으로 위아래를 따지는 방식으로 변모.

## 참고 문헌
- “두산백과 - 풍선효과”.

## 같이 보기
- 빨대 효과